# Soltan-Ali Vazir-e Afkham
Soltan-Ali Vazir-e Afkham (13 de dezembro de 1862 - 13 de julho de 1914), foi um político iraniano. Foi primeiro-ministro e ministro do Interior do Irão de 21 de março de 1907 a 30 de abril de 1907.